# Luca Campedelli
Luca Campedelli (* 24. Oktober 1968) ist ein italienischer Sportmanager und Unternehmer, außerdem Mehrheitsaktionär des Süßwarenherstellers Paluani und Präsident des italienischen Fußballvereins Chievo Verona. Des Weiteren besitzt er mehrere Hotels in Verona.

## Leben
Luca Campedelli erbte nach dem Tod seines Vaters Luigi Campedelli im Jahr 1992 das Familienunternehmen Paluani, wurde dort Präsident sowie auch Präsident von Chievo Verona, welches eng mit dem Unternehmen verbunden ist. Zum Zeitpunkt, als Campedelli Präsident von Chievo Verona wurde, war er 23 Jahre alt. Damit war er bis 2008 jüngster Präsident eines Fußballvereins in Italien, bevor er von Alexander Ruggeri, welcher Präsident von Atalanta Bergamo wurde, mit 21 Jahren abgelöst wurde.
Von Beginn an setzte Campedelli, dem Rat seiner Eltern folgend, auf eine sparsame Finanzpolitik. Mit Campedelli als Präsident gelang Chievo Verona der Aufstieg in die Serie B im Jahr 1994 und im Jahr 2001 sogar in die Serie A trotz wenig Ausgaben.

## Trivia
- Ende der Neunziger entwarf Campedelli persönlich Trikots für Chievo, die dann zu besonderen Spielen, wie zum Beispiel im Derby gegen den Stadtrivalen Hellas Verona, getragen wurden.[3]
- Campedelli ist nach eigenen Angaben großer Fan des englischen Fußballs. In der Vergangenheit sagte er, wenn er könnte, würde er mit Chievo in der Premier League spielen.
- Außerdem sei er großer Fan von Inter Mailand.